# Чесночница черешчатая
Чесно́чница чере́шчатая, или Чесночница черешко́вая (лат. Alliária petioláta) — травянистое двулетнее растение, вид рода Чесночница, или Чесночник (Alliaria) семейства Капустные (Brassicaceae). В ботанической литературе растение нередко встречается под устаревшим названием Alliaria officinalis (Чесночник лекарственный, Чесночница лекарственная), входящим в настоящее время в синонимику вида.

## Ботаническое описание

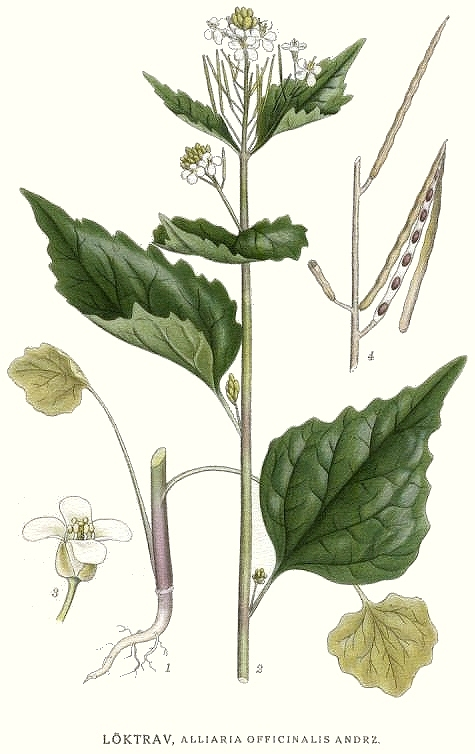

Травянистое двулетнее растение высотой 12—100 см. Стебель цилиндрический, опушён только в нижней части. Прикорневые листья треугольно-почковидной формы с крупновыемчато-городчатым краем и длинными черешками, верхние — сердцевидно-овальные с острозубчатым краем. Растение имеет характерный чесночный запах.
Цветки собраны в кистевидные соцветия. Чашелистики узкояйцевидные, бледно-зелёные, лепестки белые, обратнояйцевидные, с короткими ноготками. Время цветения — май-июнь.
Плоды — голые четырёхгранные косо вверх торчащие стручки длиной 2—8 см, диаметром около 2 мм, с расположенными в один ряд семенами. Семена продолговатые, длиной 3—4 мм, продольно-полосатые.

## Распространение и среда обитания
Вид распространён почти по всей Европе, на Кавказе (особенно широко распространён в лесном поясе Главного Кавказского хребта, где местами господствует в травяном покрове), в Азии (Средняя и Западная Азия, Китай, Индия, Непал, Пакистан), в Северной Африке.
Натурализован в Северной и Южной Америке.
В России встречается во многих районах европейской части. Вид включен в ботанический атлас растений Ленинградской области.
Лесное растение, встречается преимущественно во влажных местообитаниях: по днищам ущелий, берегам ручьёв и мелких речек, под пологом леса.

## Химический состав
Трава и корни содержат глюкозид синигрин ({\displaystyle {\ce {C10H16O9NS2K}}}) из которого образуется 0,033—0,093 % острого аллилового масла, обладающего чесночным запахом. В семенах этого масла содержится 0,51—0,96.

## Значение и применение
Содержит эфирное масло, обладающее чесночным запахом. Молодые листья чесночника можно использовать в салаты и как пряность (заменитель чеснока). Согласно исследованию 2013 года, в этом качестве растение использовалось в Европе ещё в эпоху неолита, а затем было вытеснено другими пряностями.
Поедается козами и крупным рогатым скотом. Лошади, овцы и свиньи не едят. Из-за присутствия аллилового масла при поедании травы молоко коров приобретает чесночный запах, красновато-жёлтый цвет и острый едкий привкус.
В семенах 30 % жирного масла, но его не используют. Истолчённые семена использовались в народной медицине как местное раздражающее средство (вместо горчичников), растение применялось также для лечения фурункулов и ожогов, при бронхиальной астме, цинге, диарее, как противоглистное средство.
Медоносное растение. Цветёт в апреле — мае на протяжении 30 дней. Активно посещается пчёлами с 9 до 13 часов. Продуктивность мёда одним растением на Нижнем Поволжье до 55 мг.
|                                                                |  |  |  |
| Слева направо: группа растений, молодые листья, цветки, семена |  |  |  |

## Классификация

### Таксономия[14]
Alliaria petiolata (M.Bieb.) Cavara & Grande, 1913, Bull. Orto Bot. Regia Univ. Napoli 3: 418
Вид Чесночница черешчатая относится к роду Чесночница (Alliaria) семейства Капустные (Brassicaceae) порядка Капустоцветные (Brassicales). Кладограмма в соответствии с Системой APG IV по состоянию на июнь 2023 года:
|  |                                      |  |                                   |                                   |                     |  | ещё 16 семейств | ещё 16 семейств |                       |  |  |  | еще 2 подтвержденных вида и 1 таксон, ожидающий подтверждения |
|  |                                      |  |                                   |                                   |                     |  | ещё 16 семейств | ещё 16 семейств |                       |  |  |  | еще 2 подтвержденных вида и 1 таксон, ожидающий подтверждения |
|  |                                      |  |                                   | порядок Капустоцветные            |                     |  |                 |                 | род Чесночник         |  |  |  |                                                               |
|  |                                      |  |                                   | порядок Капустоцветные            |                     |  |                 |                 | род Чесночник         |  |  |  |                                                               |
|  | отдел Цветковые, или Покрытосеменные |  |                                   |                                   | семейство Капустные |  |                 |                 | Чесночница черешчатая |  |  |  |                                                               |
|  | отдел Цветковые, или Покрытосеменные |  |                                   |                                   | семейство Капустные |  |                 |                 |                       |  |  |  |                                                               |
|  |                                      |  | ещё 63 порядка цветковых растений | ещё 63 порядка цветковых растений |                     |  |                 | ещё 354 рода    | ещё 354 рода          |  |  |  |                                                               |
|  |                                      |  |                                   | ещё 63 порядка цветковых растений |                     |  |                 |                 | ещё 354 рода          |  |  |  |                                                               |

### Синонимы
- Alliaria alliacea Britten & Rendle
- Alliaria alliaria Huth
- Alliaria fuchsii Rupr.
- Alliaria mathioli Rupr.
- Alliaria officinalis Andrz. ex DC.
- Arabis alliaria Bernh.
- Arabis petiolata M.Bieb.
- Clypeola alliacea Crantz
- Crucifera alliaria (L.) E.H.L.Krause
- Erysimum alliaceum Salisb.
- Erysimum alliaria L.
- Erysimum cordifolium Pall.
- Hesperis alliaria Lam.
- Pallavicinia alliaria Cocc.
- Sisymbrion alliarium St.-Lag.
- Sisymbrium alliaceum E.Fourn.
- Sisymbrium alliaria (L.) Scop.
- Sisymbrium truncatum Dulac